# جرافينا بتروفنا ماكوفا
جرافينا بتروفنا ماكوفا (2 فبراير 1929 - 13 مارس 2021) زعيمة حركة دينية أوكرانية وشاعرة وإثنوغرافية.
درست في جامعة تشيرنيفتسي. في عام 1995 أسست جمعية إثنوغرافية وتعليمية ودار نشر بنفس الاسم. بدأت في طباعة الكتب والصحف.
توفيت هارفينا بيتريفنا ماكوفي في 13 مارس 2021 عن عمر يناهز 92 عامًا.